# NGC 2717
NGC 2717 ist eine elliptische Galaxie vom Hubble-Typ E/SB0 im Schiffskompass am Südsternhimmel. Sie ist schätzungsweise 108 Millionen Lichtjahre von der Milchstraße entfernt und hat einen Durchmesser von etwa 70.000 Lj.
Das Objekt wurde am 20. März 1835 von dem Astronomen John Herschel entdeckt.